# Alicia Sánchez-Camacho
Alicia Sánchez-Camacho y Pérez (Barcelona, 22 de abril de 1967) es una jurista y política española. Fue presidenta del PP catalán desde julio de 2008 hasta marzo de 2017.

## Biografía
Nacida en Barcelona, es hija de Francisco Sánchez-Camacho Sánchez-Montañez, nacido en Daimiel (Ciudad Real), trabajador en el campo hasta los 21 años, que posteriormente se trasladó a Madrid para ser guardia civil. Fue destinado al protectorado español de Marruecos, donde conoció a Manuela Pérez Zamora, de Almendralejo (Badajoz). Alicia Sánchez-Camacho vivió en Blanes hasta los 18 años.

## Trayectoria política

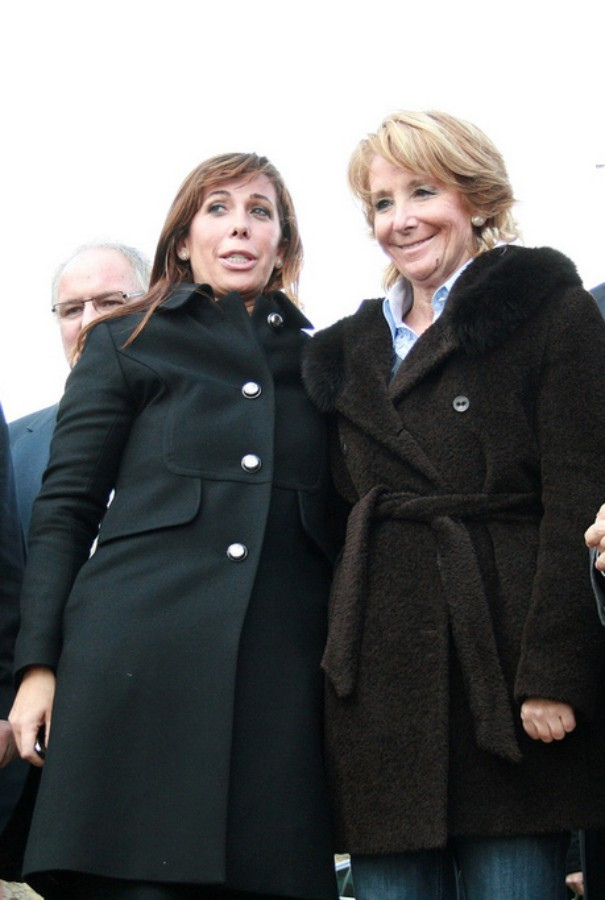
Sánchez-Camacho (izquierda) junto a Esperanza Aguirre en 2010.

Sánchez-Camacho fue diputada autonómica, por la circunscripción de Barcelona y portavoz del PP catalán. Fue subdirectora general de Formación, directora del Instituto Nacional de Seguridad e Higiene en el Trabajo mientras Javier Arenas era ministro de Trabajo y Asuntos Sociales, subdirectora general de Formación Profesional, consejera laboral de la embajada española en Estados Unidos y delegada internacional en la Organización de los Estados Americanos.
Fue senadora por designación del Parlamento de Cataluña. En la Cámara Alta ejerció de portavoz de Trabajo e Inmigración del Grupo Popular, así como de vocal en las comisiones de Interior y comunidades autónomas. También ha sido presidenta del Partido Popular de Gerona. Fue la candidata alternativa de Mariano Rajoy como consenso ante las candidaturas presentadas inicialmente para presidir el Partido Popular de Cataluña, ganando con un ajustado margen ante la otra candidata del partido, Montserrat Nebrera.
Como Presidenta del PP catalán utilizó una grabación realizada en 2009 a la ex amante de Jordi Pujol Ferrusola, hijo del expresident Pujol, en la que obtuvo información contra la familia. Llegados a 2012 y con el incipiente crecimiento del independentismo hizo que saltara a los medios interponiendo denuncia contra la Agencia de Detectives que le prestó la grabadora. Se abrió una causa contra los supuestos autores que terminó al otorgar ella el perdon del ofendido, cerrando asi la causa penal en contra de la opinión de la jueza que llevaba el asunto. Se conoció como el inicio de la Operación Catalunya.
Posteriormente en su comparecencia en el Parlamento Catalán Viki alvarez declaró que Alicia la había engañado. 4 personas fueron detenidas y retenidas 3 dias en los calabozos, según sus manifestaciones, por las mentiras de la Sra. Camacho.
https://www.larazon.es/espana/la-juez-seguira-investigando-la-grabacion-a-al-YG2945818/
En mayo de 2008 es designada junto a María San Gil y a José Manuel Soria miembro de la comisión redactora de la ponencia política del XVI Congreso nacional del PP, celebrado en junio de ese mismo año, ponencia que precipitaría la salida unilateral de San Gil del PP vasco.
Durante el XII Congreso Autonómico del Partido Popular de Cataluña, celebrado los días 5 y 6 de julio en Barcelona, es proclamada nueva presidenta regional.
En las elecciones al parlamento de Cataluña de 2010, con 18 escaños, alcanzó el mejor resultado del Partido Popular de Cataluña .
En las elecciones autonómicas de noviembre de 2012, mejoró la marca del Partido Popular en Cataluña, ganando un escaño más que la legislatura pasada, tras alcanzar 471 197 votos y 19 escaños.
Tras las fallidas elecciones generales de 2015, es elegida secretaria primera del Congreso de los Diputados. Revalidó su cargo en la XII legislatura.
Actualmente es diputada en la asamblea de Madrid desde 2019
y senadora por designación de la Asamblea de Madrid

## Vida privada
Tiene un hijo, Manuel, con el exministro Manuel Pimentel.